# Каммерн-им-Лизингталь
Каммерн-им-Лизингталь (нем. Kammern im Liesingtal) — коммуна (нем. Gemeinde) в Австрии, в федеральной земле Штирия. 
Входит в состав округа Леобен.  Население составляет 1669 человек (на 31 декабря 2005 года). Занимает площадь 58,66 км². Официальный код  —  61106.

## Политическая ситуация
Бургомистр коммуны — Карл Добниг (СДПА) по результатам выборов 2005 года.
Совет представителей коммуны (нем. Gemeinderat) состоит из 15 мест.
- СДПА занимает 9 мест.
- АНП занимает 6 мест.